# Lucerapex indagatoris
Lucerapex indagatoris is een slakkensoort uit de familie van de Turridae. De wetenschappelijke naam van de soort is voor het eerst geldig gepubliceerd in 1927 door Finlay H.J..